# Barbara Rektenwald
Barbara Rektenwald (* 1970 in Wien) ist eine österreichische Konzertpianistin und Komponistin, die auch genreübergreifend tätig ist.

## Wirken
Rektenwald studierte von 1989 bis 1999 an der Universität für Musik und darstellende Kunst Wien klassisches Klavier und Jazzpiano.
Rektenwald trat als Solistin und Kammermusikerin mit Ensembles wie dem Tonkünstler-Orchester Niederösterreich, Sinfonietta da Camera Salzburg, Ensemble Neue Streicher, Cappella Nova Graz, Barock&Co sowie Camerata Wien auf. Sie arbeitet zudem mit Sängern wie René Rumpold, Mircea Mihalache oder Maria Bisso zusammen. Seit 2003 begleitet sie Marko Simsa und ist an sechs seiner Kinder-Alben beteiligt. Seit 2009 tritt sie gemeinsam mit Swantje Lampert in der von ihr gegründeten Formation The FeMale Jazz Art auf, mit dem die Alben Moods (2010) und Auf nach Spitzbergen (2013) entstanden. Mit Kurt Gold bildete sie das Duo Rektengold.
1997 erhielt Rektenwald den Anerkennungspreis des Bundesministeriums für Wissenschaft und Verkehr für besondere künstlerische Leistungen.